# Liste geographischer Zeitschriften
Dies ist eine unvollständige Liste von Zeitschriften, die Fachartikel zu geographischen Themen veröffentlicht. Es sind ausschließlich Fachzeitschriften aufgeführt, keine populärwissenschaftlichen Zeitschriften. Im deutschsprachigen Raum haben geographische Fachzeitschriften eine lange Tradition.

## Aktuell erscheinend
| Titel                                                         | Herausgeber                | Sprache                                     | Ersterscheinung | Erscheinungsweise                | Inhalt                                                                                        |
| ------------------------------------------------------------- | -------------------------- | ------------------------------------------- | --------------- | -------------------------------- | --------------------------------------------------------------------------------------------- |
| Annals of the Association of American Geographers             |                            | Englisch                                    | 1911            | zweimonatlich                    |                                                                                               |
| Antipode                                                      |                            | Englisch                                    | 1969            | zweimonatlich                    | kritische Geographie                                                                          |
| Applied Geography                                             |                            | Englisch                                    |                 |                                  | angewandte Geographie                                                                         |
| Area                                                          |                            | Englisch                                    | 1969            | vierteljährlich                  |                                                                                               |
| Berichte. Geographie und Landeskunde                          |                            | Deutsch                                     | 1941            | vierteljährlich                  | Physische Geographie, Humangeographie                                                         |
| Ecography                                                     | Verlag Wiley               | Englisch                                    | 1978            |                                  | Biogeographie und Makroökologie                                                               |
| Economic Geography                                            |                            | Englisch                                    | 1925            | vierteljährlich                  | Wirtschaftsgeographie                                                                         |
| Environment and Planning                                      |                            | Englisch                                    | 1969            | monatlich                        |                                                                                               |
| Die Erde                                                      |                            | Englisch (ehem. Deutsch)                    | 1853            | vierteljährlich                  | Physische Geographie, Humangeographie                                                         |
| Erdkunde                                                      |                            | Englisch (ehem. Deutsch)                    | 1947            | vierteljährlich                  | Physische Geographie, Humangeographie                                                         |
| Geographica Helvetica                                         |                            | Deutsch, Englisch, Italienisch, Französisch | 1946            | vierteljährlich                  | Physische Geographie & Humangeographie, Schwerpunkt Schweiz                                   |
| Geographische Revue                                           |                            | Deutsch                                     | 1999            | halbjährlich                     | Rezensionen, Fachdiskussionen                                                                 |
| Geographische Rundschau                                       | Westermann Verlag          | Deutsch                                     | 1949            | monatlich                        | Physische Geographie & Humangeographie, Schwerpunkt Schulgeographie. Erscheint als Themenheft |
| Geographische Zeitschrift                                     |                            | Deutsch                                     | 1895            | vierteljährlich                  |                                                                                               |
| Geoforum                                                      |                            | Englisch                                    | 1970            | zweimonatlich                    |                                                                                               |
| Geo-öko                                                       |                            | Deutsch                                     | 1980            | halbjährlich                     | Geoökologie                                                                                   |
| GW-Unterricht                                                 |                            | Deutsch                                     | 1978            | vierteljährlich                  | Geographiedidaktik                                                                            |
| Informationen zur Raumentwicklung                             | BBSR, Franz Steiner Verlag | Deutsch                                     | 1974            | zweimonatlich                    | Raumforschung, angewandte Geographie                                                          |
| Mitteilungen der Österreichischen Geographischen Gesellschaft |                            | Deutsch                                     | 1856            | jährlich                         |                                                                                               |
| OpenSpaces                                                    |                            | Deutsch                                     | 2018            | halbjährlich                     | Geographiedidaktik                                                                            |
| Progress in Human Geography                                   |                            | Englisch                                    | 1977            | zweimonatlich                    |                                                                                               |
| Progress in Physical Geography                                |                            | Englisch                                    | 1977            | zweimonatlich                    |                                                                                               |
| Raumforschung und Raumordnung                                 |                            | Deutsch                                     | 1936            | zweimonatlich                    | Raumforschung, angewandte Geographie                                                          |
| Standort – Zeitschrift für Angewandte Geographie              |                            | Deutsch                                     | 1977            | vierteljährlich                  | angewandte Geographie                                                                         |
| Sub\urban - Zeitschrift für kritische Stadtforschung          |                            | Deutsch                                     | 2013            | halbjährlich bis vierteljährlich | Stadtgeographie                                                                               |
| The Geographical Journal                                      |                            | Englisch                                    | 1831            | vierteljährlich                  |                                                                                               |
| Tijdschrift voor Economische en Sociale Geografie             |                            | Englisch                                    | 1967            | 5 jährlich                       |                                                                                               |
| Transactions of the Institute of British Geographers          | Wiley                      | Englisch                                    | 1933            | vierteljährlich                  | alle Disziplinen der Geographie                                                               |
| Zeitschrift für Geographiedidaktik                            |                            | Deutsch, Englisch                           | 1973            | vierteljährlich                  | Geographiedidaktik                                                                            |
| Zeitschrift für Geomorphologie                                |                            | Deutsch, Englisch, Französisch              | 1957            | vierteljährlich                  | Geomorphologie                                                                                |
| Zeitschrift für Wirtschaftsgeographie                         |                            | Deutsch                                     | 1957            | vierteljährlich                  | Wirtschaftsgeographie                                                                         |

## Eingestellt
| Titel                                 | Herausgeber | Sprache | Ersterscheinung | Einstellung | Inhalt                                |
| ------------------------------------- | ----------- | ------- | --------------- | ----------- | ------------------------------------- |
| Petermanns Geographische Mitteilungen |             | Deutsch | 1855            | 2004        | Physische Geographie, Humangeographie |

## Weiterführende Literatur
- Chauncy D. Harris: Annotated world list of selected current geographical serials (4. Aufl.), University of Chicago, Chicago 1980 (Research Paper, University of Chicago, Department of Geography Nr. 194).